# Lincoln Motor Company
Lincoln este un constructor american de automobile de lux, aparținând concernului Ford.